# Kinana ibn al-Rabi
Kinana ibn al-Rabi' (Arabic: كِنَانَة ٱبْن ٱلرَّبِيع) was een Joods-Arabische leider in het zevende-eeuwse Arabië en een tegenstander van Mohammed.
Na afloop van de Slag bij Khaybar werd Kinana door Mohammed bevolen de locatie van de schat van de Banu Nadir te onthullen. Een Jood vertelde dat hij Kinana regelmatig bij een bepaalde ruïne zag. Mohammed beval dat er op die plek werd gegraven, waarna een deel van de schat werd gevonden. Toen Kinana de locatie van de rest van de schat niet wilde onthullen, beval Mohammed Zubayr ibn al-Awwam hem te martelen met heet staal op zijn borst totdat hij bijna doodging. Hierna nam Mohammed hem naar Muhammad ibn Maslama, die hem onthoofde als wraak voor de dood van zijn broer.
Na Kinana's dood nam Mohammed zijn vrouw Safiyya als echtgenote.